# 王琳芳
王琳芳（1929年11月3日—2022年10月16日），女，山东莱州人，中国医学分子生物学家，中国工程院院士。

## 生平
1951年，王琳芳毕业于哈尔滨医学院，获学士学位。1959年北京协和医学院研究生班毕业。1997年当选为中国工程院院士。
王琳芳曾任中国医学科学院实验医学研究所副研究员，医学分子生物学国家重点实验室名誉主任，基础医学研究所学术委员会副主任等职。
王琳芳长期致力于蛋白质结构与抗原性关系的研究。20世纪60年代参与领导创制两种战备需要的动物血清代血浆；20世纪70年代开展针刺麻醉的分子基础的探索；1978年后组织领导生殖生物学研究，对精子蛋白质的纯化，结构功能及其基因克隆与表达进行了系统性的研究，于国内率先开展精子蛋白质基因在转录与翻译水平的基因表达研究，该工作获得1993年国家卫生部科学技术进步一等奖，1995年国家自然科学二等奖。曾发表论著百余篇，培养硕、博士生百余名。